# Ebermannstadt
Ebermannstadt là một thị xã ở huyện Forchheim, trong bang Bayern, nước Đức. Đô thị Ebermannstadt có diện tích 49,97 km², dân số thời điểm 31 tháng 12 năm 2006 là 6783 người. Thị xã này có cự ly 10 km về phía đông bắc Forchheim và 25 km về phía đông nam Bamberg.
Các khu vực dân cư:
- Breitenbach
- Ebermannstadt
- Gasseldorf
- Niedermirsberg
- Rüssenbach
- Neuses-Poxstall
- Wohlmuthshüll
- Buckenreuth
- Moggast
- Wolkenstein
- Thosmühle
- Burggaillenreuth
- Windischgaillenreuth
- Eschlipp
- Kanndorf